# Кано (ера)
Кано (観応) је јапанска ера (ненко) Северног двора током првог раздобља Муромачи периода, познатог још и као Нанбокучо период. Настала је после Џова и пре Буна ере. Временски је трајала од фебруара 1350. до септембра 1352. године. Владајући монарх у Кјоту био је цар Суко а у Јужном двору у Јошину Го-Мураками.
У исто време на југу текла је ера Шохеи (1346–1370).

## Важнији догађаји Кано ере
- 1350. (Кано 1, десети месец): Јошинори организује редовну контролу и чување града Кјота.[3]
- 1350. (Кано 1): Тадајоши, који је искључен из званичних послова, окреће се религији и постаје свештеник.[4] Тадајошијев усвојени син, Ашикага Тадафују је грешком одбачен као бунтовник.[5]
- 1351. (Кано 2): Тадајоши приступа Јужном двору чија војска преузима власт над Кјотом. Након примирја где су се Тадајоши и Такауџи помирили, Ко но Моронао и Ко но Моројасу бивају прогнани.[4]
- 1350-1352. (Кано 2—3): Оружани сукоб, познати као „Кано инцидент“ појачало је неслагање између шогуна Ашикага Такауџија и његовог брата Ашикага Тадајошија. Неслагање у вези утицаја Ко но Моронаоа заборављено је након смрти самог Моронаоа, па је Тадајошију наређено да дође у Камакуру. Браћа су се временом помирила пре Тадајошијеве смрти 1352. године.[6]